# Destinus
Destinus ist ein Flugzeugbauunternehmen, das 2021 in Payerne, Schweiz, gegründet wurde. Destinus entwirft ein mit Wasserstoff betriebenes Überschallflug-Passagierflugzeug der angestrebten Geschwindigkeit Mach 5 für den Ultralangstreckentransport rund um den Globus, dessen Einführung in den 2030er Jahren erfolgen soll. Destinus entwickelt auch kurzfristigere Produkte, darunter Drohnen, Wasserstoffantriebstechnologien und Gasturbinen.
Das Unternehmen hat Anfang 2022 seine erste Finanzierungsrunde in Höhe von 29 Millionen US-Dollar an Risikokapital aufgenommen[2] und weitere 20 Millionen US-Dollar bis Anfang 2023. Destinus hat seinen Hauptsitz in der Schweiz (am Schweizer Aeropole in Payerne,[3] Kanton Waadt) und verfügt über Niederlassungen in Spanien (Madrid), Frankreich (Paris und Toulouse), Deutschland (München) und den Niederlanden (Hengelo).

## Geschichte
Das Unternehmen wurde 2021 vom Serienunternehmer Mikhail Kokorich gegründet. Im Jahr 2011 gründete Kokoric das erste private Raumfahrtunternehmen in Russland, Dauria. Er nutzte sein Vermögen zur Unterstützung der russischen Opposition und schloss sich Michail Chodorkowskis Bewegung „Offenes Russland“ an. Zu dieser Zeit war die Regierung Putin feindlich gesinnt: Die Behörden warfen Dauria finanzielle Unregelmäßigkeiten vor, und das Unternehmen musste schließlich geschlossen werden.
Aufgrund des wachsenden Drucks wanderte Kokoric 2014 in die USA aus. In Kalifornien gründete er weitere Raumfahrtunternehmen: Astro Digital, das Satellitendaten analysiert und vertreibt; sein Hauptkunde war das US-Verteidigungsministerium. Und Momentus, ein Shuttle für den Transport von Satelliten zwischen verschiedenen Umlaufbahnen mit einem revolutionären Antriebssystem, das ausschließlich auf Wasser und Sonnenlicht basiert. Momentus erhielt mehr als 100 Millionen Dollar Risikokapital, und das Unternehmen wurde mit 4 Milliarden Dollar bewertet. Doch unter der ersten Trump-Regierung verschärften sich die Spannungen mit Russland; Kokoric geriet als Gründer, CEO und Hauptaktionär von Unternehmen, die für die nationale Sicherheit wichtig sind, unter Druck der Behörden. Die Genehmigung für den Start wurde verweigert, die Wertpapieraufsichtsbehörde SEC verklagte ihn vor Gericht und schließlich musste er seine Aktien zu einem symbolischen Preis verkaufen.
Daher beschloss Kokoric Anfang 2021, die USA zu verlassen und nach Europa zu ziehen, wo er Destinus gründete.
Im Jahr 2022 sammelte das Unternehmen 26,8 Millionen Schweizer Franken (29 Millionen US-Dollar) für seine Kampagne für Überschallflüge mit Wasserstoff.
Im Juni 2022 vereinbarten Destinus und der spanische Triebwerkshersteller ITP Aero die gemeinsame Entwicklung eines Wasserstofftriebwerksprüfstands und die Demonstration ihrer Wasserstoffverbrennungsforschung mit direkter Unterstützung und in Zusammenarbeit mit dem Nationalen Institut für Luftfahrttechnik (INTA). Die Programmagentur des spanischen Wissenschaftsministeriums, Centro para el Desarrollo Tecnológico e Industrial, hat dieses Projekt als strategische Initiative im Rahmen ihres Plan de Tecnologías Aeronáuticas (PTA) ausgewählt. Mit dem Zuschuss wird der Bau eines Testgeländes in der Nähe von Madrid für luftgestützte Wasserstoffmotoren finanziert, an dessen Entwicklung und Durchführung Destinus mitwirken wird. Mit dem zweiten Zuschuss wird die Erforschung von Aspekten von Flüssigwasserstoffmotoren finanziert, um innovative Antriebslösungen für künftige wasserstoffbetriebene Überschallflugzeuge zu testen. Die Gesamtinvestition für das zweite Zuschussprojekt beträgt 15 Millionen Euro.
Im Januar 2023 trat Oleksandr Danylyuk, ehemaliger Finanzminister der Ukraine, der Destinus als Senior Vice President of Defense bei.
Destinus erhielt im Februar 2023 von der spanischen Regierung einen Zuschuss für den Wasserstoffflug. Das Projekt, an dem Unternehmen und Technologiezentren sowie spanische Universitäten beteiligt sind, beläuft sich auf insgesamt 12 Millionen Euro.
Im März 2023 stellte Destinus ein Überschallflugzeug vor. Dieses Flugzeug hat die Form einer Kapsel. Es ist mit einem Wasserstoffmotor ausgestattet, der von der spanischen Firma ITP Aero entwickelt wurde. Im Gegensatz zu herkömmlichen Triebwerken, die brennbare Erdölprodukte verwenden, ist das Wasserstofftriebwerk umweltfreundlich, da bei der Verbrennung von Wasserstoff nur Wasser und Wärme entstehen. Wie bekannt wurde, wurden die ersten Tests Ende 2022 durchgeführt und erwiesen sich als sehr erfolgreich. Um zu fliegen, steigt das Flugzeug allmählich auf eine Höhe von etwa 35 km über dem Meeresspiegel auf, wo es auf seine Höchstgeschwindigkeit beschleunigt und dann sanft zu seinem Zielort hinabsteigt. Das Flugzeug wurde entwickelt, um die Möglichkeiten des Überschallflugs in der Zukunft zu erforschen.
Auf der Paris Air Show im Juni 2023 stellte Destinus seinen dritten Demonstrator vor, den Destinus 3. Dieses bahnbrechende Modell soll das weltweit erste unbemannte Überschallfahrzeug mit Flüssigwasserstoffantrieb sein und eine Geschwindigkeit von Mach 1,3 erreichen. Dieser fortschrittliche 10 Meter lange und 2 Tonnen schwere Prototyp ist mit der proprietären Wasserstoff-Nachbrennertechnologie von Destinus und einem neuartigen Autopilotsystem ausgestattet. Destinus 3 soll Anfang 2024 seinen ersten Unterschallflug durchführen, Ende 2024 sollen Überschallkampagnen folgen.
Während der russischen Invasion in der Ukraine begann Destinus mit der Entwicklung und Produktion von Drohnen für die ukrainischen Streitkräfte, wobei die Drohnenbauteile aufgrund der Schweizer Vorschriften für die militärische Produktion außerhalb der Schweiz hergestellt und dann in der Ukraine zusammengebaut wurden.